# Ameropterus peruvianus
Ameropterus peruvianus är en insektsart som först beskrevs av Van der Weele 1909.  Ameropterus peruvianus ingår i släktet Ameropterus och familjen fjärilsländor. Inga underarter finns listade i Catalogue of Life.